# Салаватское медно-порфировое месторождение
Салаватское медно-порфировое месторождение  — месторождение России, расположено в Абзелиловском районе Республики Башкортостан.
Предварительные запасы руды оцениваются в 208,7 млн тонн.
Расположено рядом с хутором Салават-совхоз.

## Характеристика месторождений
Запасы медных руд.

## Операторы месторождений
ООО «Салаватское» владеет лицензией на право пользования недрами месторождения.